# Uit elkaar (Herman van Veen & Monique van de Ven)
Uit elkaar is een single van Herman van Veen en Monique van de Ven. De twee melodietjes die op de single staan zijn afkomstig uit de film Uit elkaar, die Herman van Veen zelf bekostigd had. Opnamen vonden plaats in de Wisseloordstudio's.
Uit elkaar is de titelsong en wordt “gezongen” door de twee hoofdrolspelers Van Veen en Van de Ven, man en vrouw in de film. Van de Ven had Van Veen nog zo gewaarschuwd, dat ze niet kon zingen. Herman van Veen probeerde het nog met "iedereen kan zingen", maar moest Van de Ven uiteindelijk toch gelijk geven. Ze murmelt wat mee. Hans Koppes op tuba heeft met zijn tubaloopjes een beduidend belangrijker rol in het lied. Het lied is geschreven door Erik van der Wurff (schreef de gehele soundtrack), Van Veen en Rob Chrispijn, bijna vaste tekstschrijven van Van Veen destijds.
De B-kant Niets te verliezen is geschreven door Erik van der Wurff alleen en is instrumentaal.
Ramses Shaffy zong Uit elkaar later op zijn elpee Laat me.

## Hitnotering

### Nederlandse Top 40
| Positie: | 33 | 28 | 23 | 21 | 29 | 40 | uit |

### NederlandseNationale Hitparade Top 50
| Positie: | 33 | 28 | 37 | 38 | 40 | uit |

De Belgische BRT Top 30 en de Vlaamse Ultratop 30 werden niet bereikt.

## Duitse versie
De film werd in de Verenigde Staten in 1981 minstens tweemaal vertoond onder Splitting up. Wellicht dacht men dat het in Duitsland ook zou lukken. Daar verscheen de single Auseinander, maar in de hitarchieven is er weinig over terug te vinden. Het is dan ook niet bekend of de B-kant Einsam –zweisam – dreisam een Duitse titel is van de B-kant van de Nederlandse single.